# Golfo di Taganrog
Il golfo di Taganrog (in russo Таганрогский залив, Taganrogskij zaliv?; in ucraino Таганрозька затока, Taganroz'ka zatoka) è un'ampia insenatura della costa nord-orientale del Mar d'Azov. Si trova in parte in Ucraina (nell'oblast' di Donec'k) e in parte in Russia (nell'oblast' di Rostov e nel territorio di Krasnodar).

## Geografia
L'ingresso al golfo è delimitato da due cordoni litorali: a nord-ovest la Belosarajskaja kosa (Белосарайская коса) e a sud-est la Dolgaja kosa (Долгая коса), che ha una lunghezza di 17 km. Il golfo ha una lunghezza di circa 140 chilometri e una larghezza, all'imboccatura, di 31; la profondità media è di circa 5 metri. Nel golfo di Taganrog sfociano i fiumi Don, Kal'mius, Mius e Eja. Le città più rilevanti lungo le sue sponde sono Taganrog e Ejsk in Russia, e Mariupol' in Ucraina.
A causa del clima continentale delle zone costiere le acque del golfo congelano nei più rigidi mesi invernali, da dicembre a marzo.

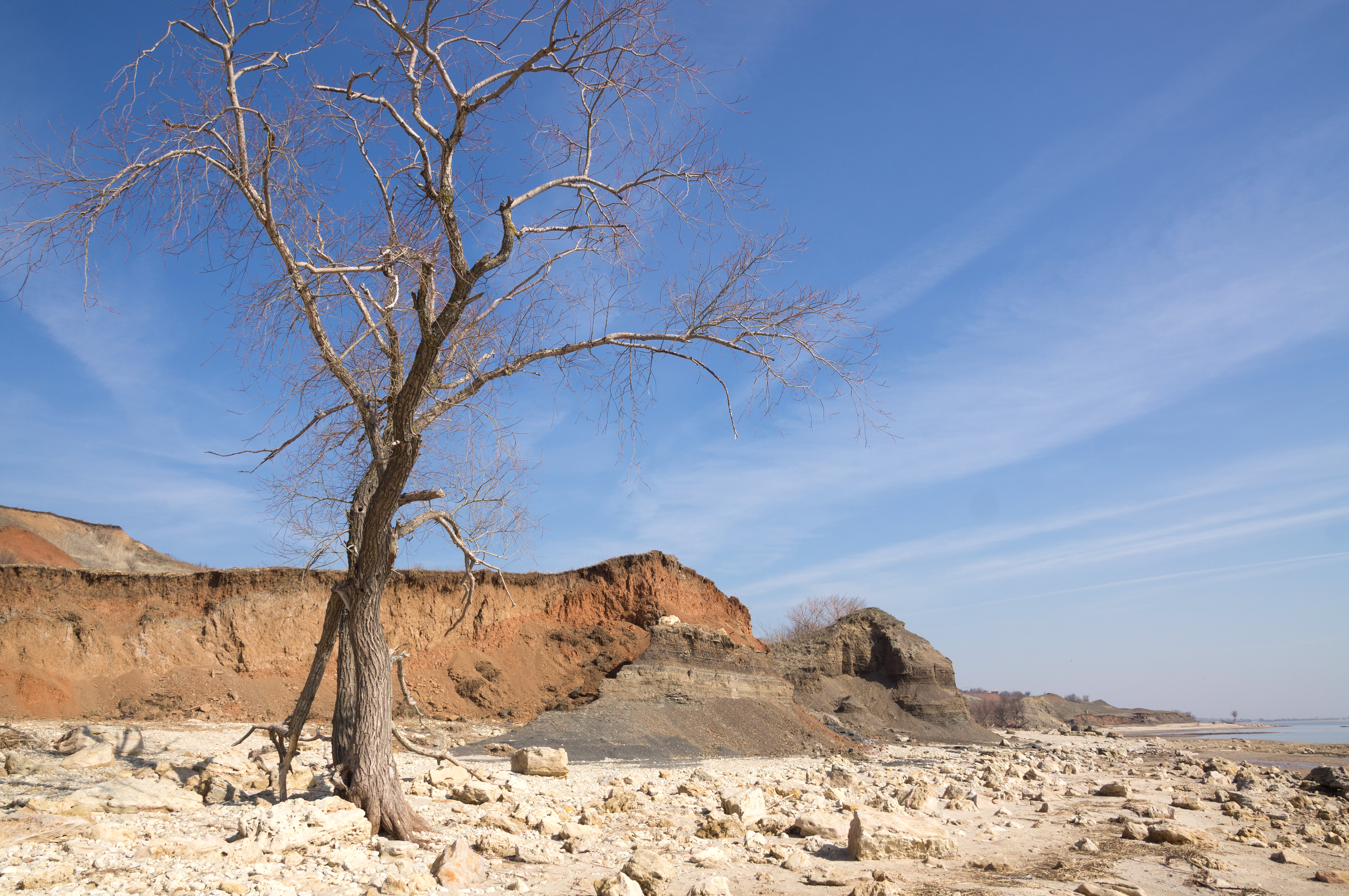
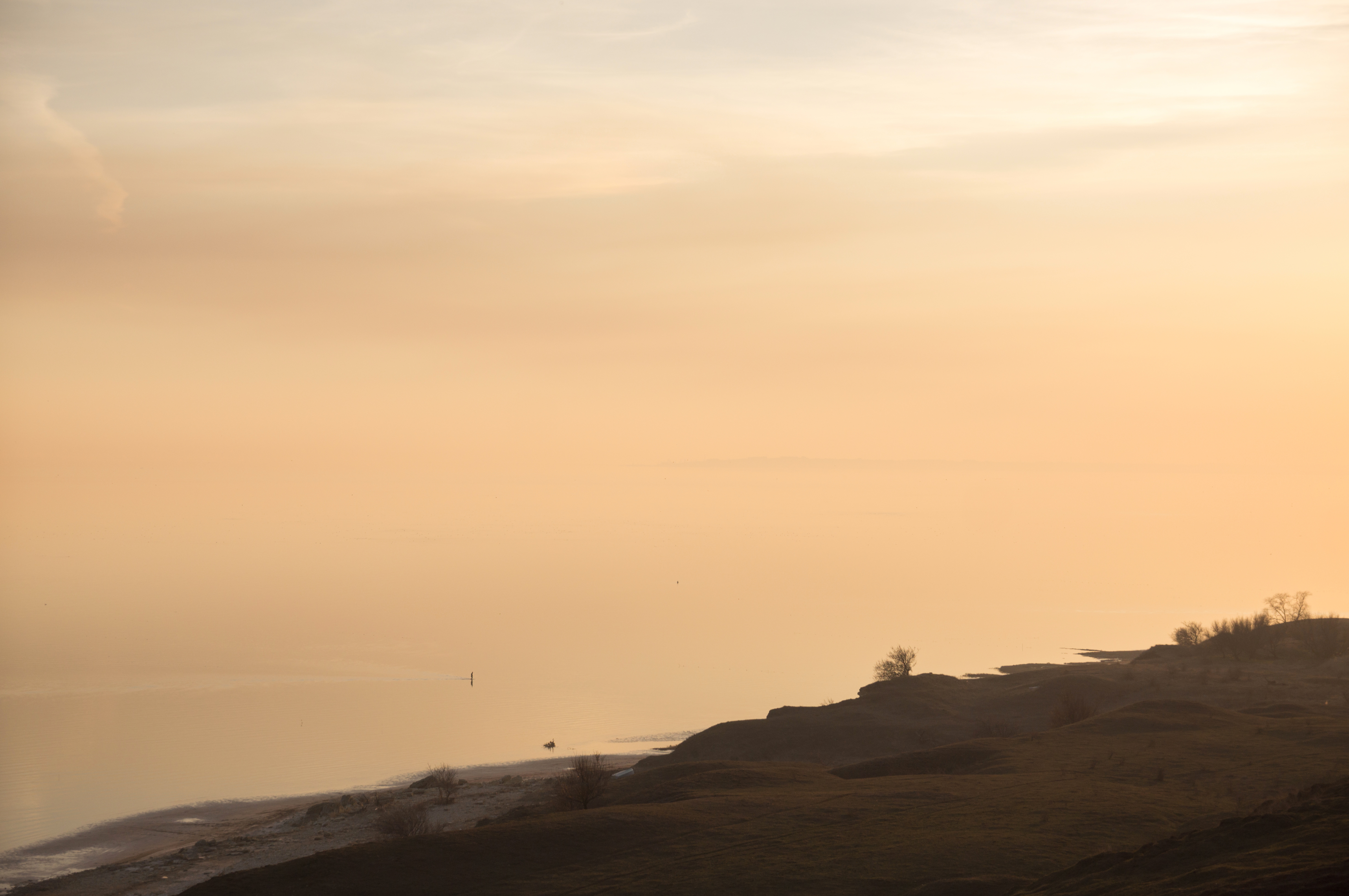
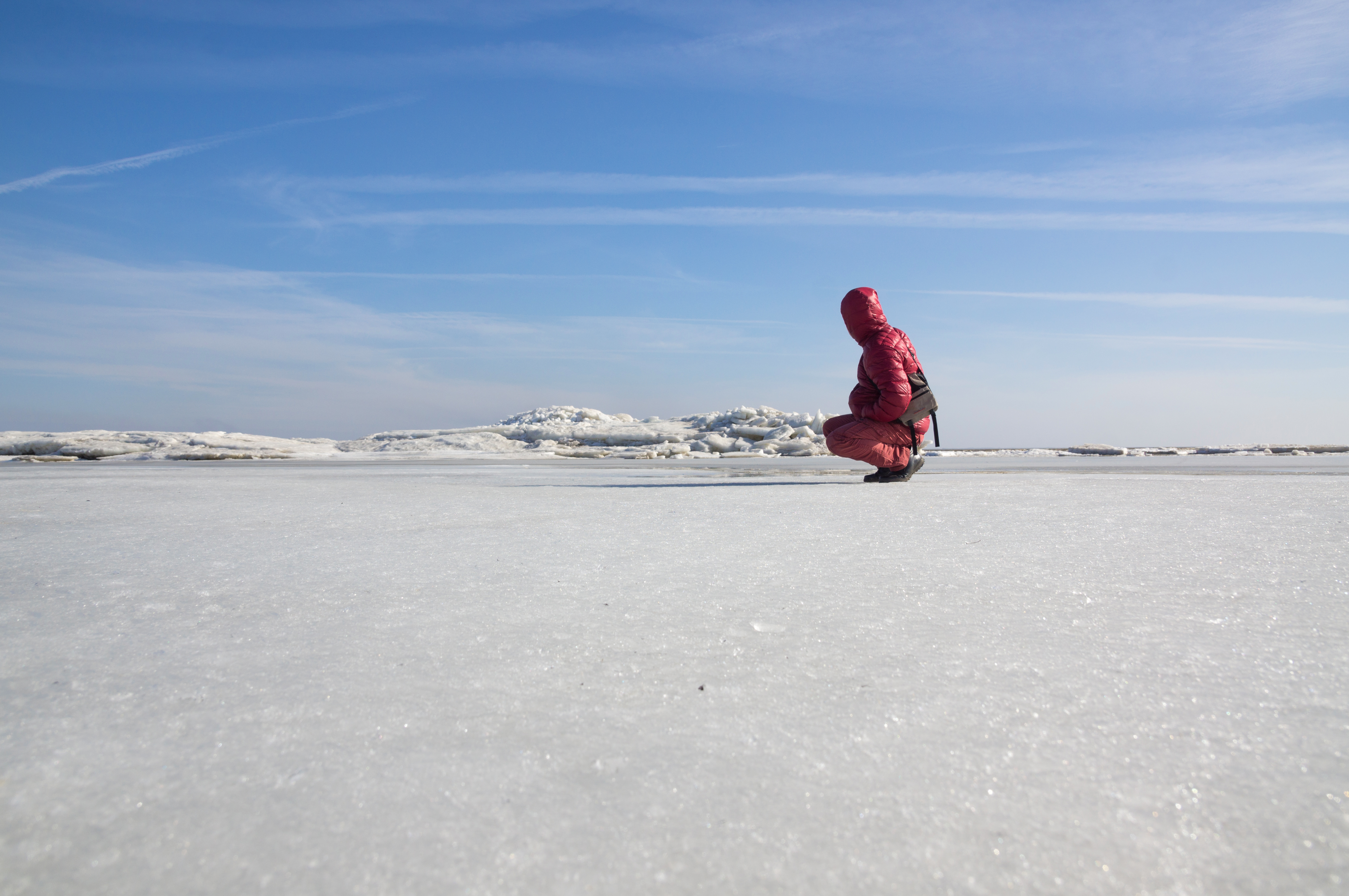
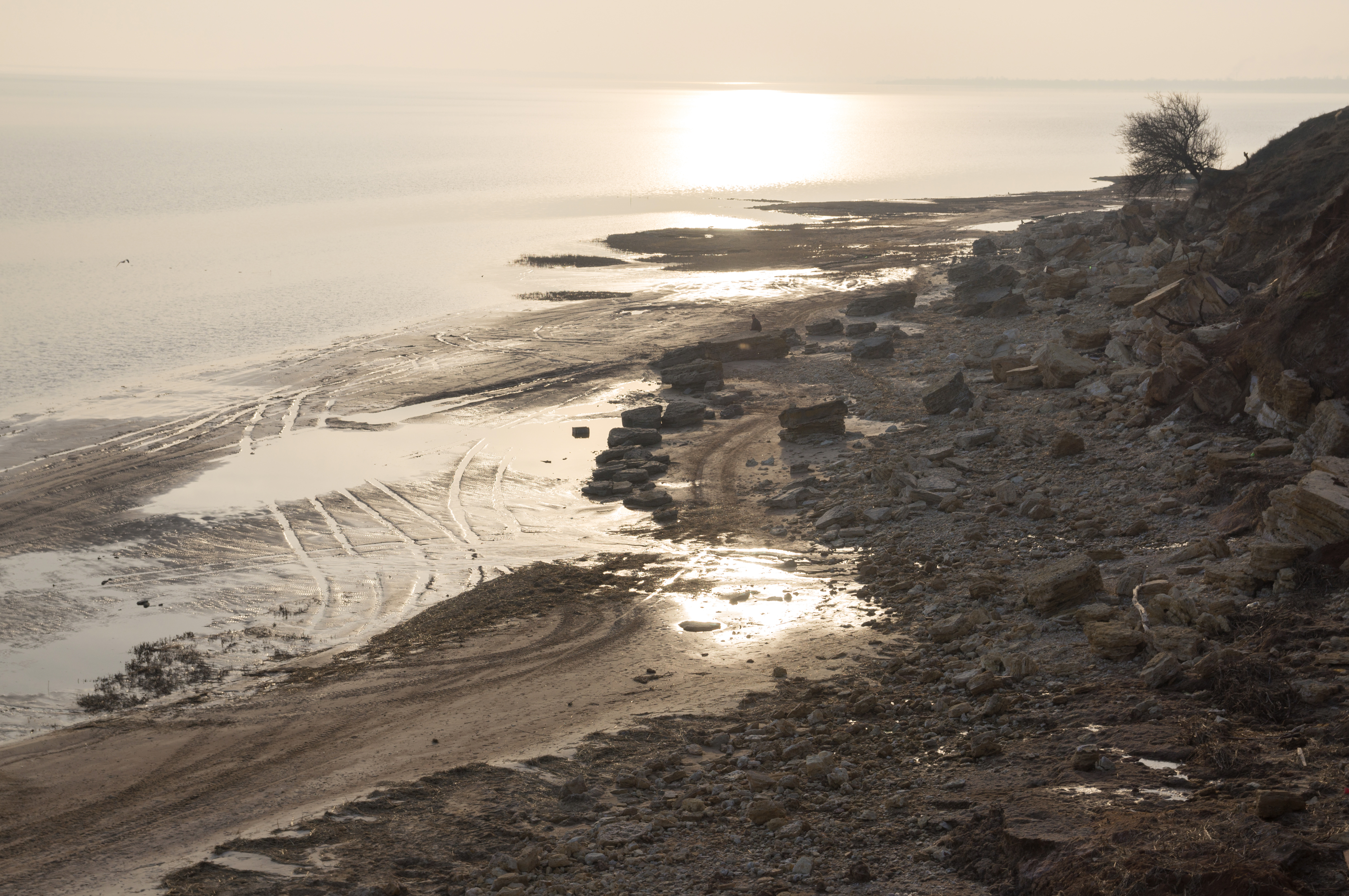